# Ацтеки
Ацтеките са етническа група, населявала териториите на днешно Мексико и създала своя цивилизация през 14 – 16 век. Населението им е било над 1,5 милиона души. Цивилизацията на ацтеките има богата митология и културно наследство. Столицата на Ацтекската империя е Теночтитлан и е била разположена на езерото Текскоко, където сега се намира град Мексико.

## Произход и местоположение
Името ацтеки произлиза от името Ацтлан – митичната им прародина, разположена на север от Мексиканската котловина (най-вероятно в западната част на днешно Мексико), откъдето по-късно ацтеките се разселват в Централна Америка. Ацтеките често наричали себе си мешика (мехика) – от името на най-голямото и най-силно племе в индианската общност в района и от което идва името на днешно Мексико. Прието е ацтеки да се наричат както основателите на империята на ацтеките, така и всички останали етнически групи, говорещи науатъл (езика на ацтеките) и населяващи Мексиканската долина до завладяването им от испанците.
Империята на ацтеките е била най-силна в Централна Америка и известна с богатствата и обичаите си. За по-малко от един век ацтеките установяват властта си върху обширна територия, простираща се на север до централната част на днешно Мексико, на изток – до Мексиканския залив, на юг – до днешна Гватемала и на запад до Тихоокеанското крайбрежие. Столицата Теночтитлан, върху чиято територия се намира днешната столица на Мексико (Мексико сити), е била един от най-големите градове в света по това време.
Културата на ацтеките е сложна и техният език, легенди и традиции и до днес оказват голямо влияние върху бита и културата на днешно Мексико.

## По-важни събития от историята на ацтеките
- 1100 г.	Ацтеките напускат родината си Ацтлан в търсене на нови земи.
- 1195 г.	Ацтеките пристигат в Мексиканската низина.
- 1250 г.	Ацтеките се установяват край езерото Текскоко.
- 1325 г.	Основан е град Теночтитлан. Ацтеките построяват първия си храм.
- 1350 г.	Строеж на високи пътища и канали.
- 1370 г.	Умира Теноч, ацтекски жрец-управник. Ацтеките са под властта на тепанеките.
- 1375 г.	Акамапичтли става първият владетел на ацтеките.
- 1400 г.	След победа над тепанеките, ацтеките установяват контрол над цялата Мексиканска низина.
- 1428 г.	Ацтеките влизат в троен съюз с Текскоко и Тлакопан. Победа над Атскапотсалко.
- 1440 г.	На власт идва император Монтесума I.
- 1452 г.	Теночтитлан е разрушен от наводнение. Настъпва глад в продължение на около 2 години (1452 – 1454).
- 1458 г.	Император Монтесума I изпраща войски за завладяване на нови земи.
- 1469 г.	Умира император Монтесума I.
- 1486 г.	На власт идва император Ауисоту.
- 1487 г.	Построен е Великият храм в Теночтитлан. Ацтеките разширяват владенията си на юг в териториите на маите.
- 1502 г.	На власт идва император Монтесума II. Разцвет на Ацтекската империя.
- 1519 г.	Ернан Кортес пристига в Мексико. Убит е Монтесума II.
- 1520 г.	Куитлауак е избран за владетел.
- 1521 г.	Теночтитлан е разрушен след тримесечна обсада.
- 1522 г.	Теночтитлан е построен отново и е наречен град Мексико – столица на Нова Испания.

## Ранна история на ацтеките
Много преди ацтеките да достигнат своята мощ, Мексиканската долина е била център на високо развита цивилизация поради своето плодородие и благоприятен климат – тази на Олмеките, тяхната цивилизация била считана за майка на останалите цивилизации, тъй като религията, календарната и писмената им система оказали влияние на всички по нататъшни цивилизации в региона. В центъра на долината се намират 5 езера, свързани помежду си, в които са разположени множество острови с блатиста почва.
В периода 100 – 650 г. Мексиканската котловина е била във владение на толтеките и техния град-държава Теотиуакан. След неговия упадък толтеките мигрират в централната част на днешно Мексико, където основават нова държава. Цивилизацията на толтеките процъфтява в периода Х–XI век. По-късно през XIII век в Мексиканската долина нахлуват групи от скитащи бойци, говорещи езика науатъл и често наричани чичимек. Те превземат градовете на толтеките, измежду които Атскапотсалко и основават нови, като Текскоко-де-Мора. Впоследствие обаче чичимек смесват своята култура с тази на толтеките и по този начин възниква ранната цивилизацията на ацтеките. Нейната икономическа, социална и културна структура постепенно се оформя и започва бързо да се развива.

## Произход и развитие на Ацтекската империя
За основатели на Ацтекската империя се смятат индианците от племето мешика (поначало занимаващи се с лов и събирачество), които се заселват в Мексиканската низина в средата на XIII век. Тъй като по това време долината е била вече населена, мехика били принудени да потърсят убежище на два острова близо до западния бряг на езерото Текскоко (едно от петте езера в района). Смята се, че мешика вярвали в легенда, според която щели да основат голяма империя в блатиста местност, а като поличба ще видят кактус, израснал върху скала и орел, стискащ в ноктите си змия, кацнал върху кактуса. Тъй като местността около крайбрежието на езерото Текскоко е била именно блатиста, ацтекските жреци използвали този факт и обявили, че са видели знамението. Същият район скоро се оказва стратегически важен със своето плодородие и удобните водни пътища.
Мешика постепенно усядат и започват да практикуват земеделието. През 1325 г. върху един от островите основават град Теночтитлан. Въпреки това през следващия век те плащали данъци на по-силните от тях съседни племена, по-специално на племето тепанеки от града-държава Атскапотсалко. При последните мешика са служили като наемници.
Мешика увеличават своя брой и създават силна военна и държавна организация. По-късно Теночтитлан влиза в троен съюз с градовете-държави Текскоко и Тлакопан и през 1428 г. с общи усилия побеждават тепанеките. При управлението на мешикския владетел Итскоатъл, неговия наследник Монтесума (Моктесума) I и владетеля на Текскоко Несауалкойотъл тройният съюз бележи серия от победи и завоевания. Така се създава Империята на ацтеките, простираща се от централната част на днешно Мексико до границата на днешна Гуатемала. Империята включва редица отделни държави и етнически групи, задължени да плащат данък на тройния съюз. Като най-силен сред съюзниците се оказва град Теночтитлан.

### Цивилизация на ацтеките
Обществото на ацтеките е с ясно обособени структури. Основният поминък е земеделието. Религията определя и направлява всяка част от живота на хората в Империята. Ацтеките почитат богове, представляващи природни сили с жизненоважно значение за развитието на земеделието. В градовете са строяли гигантски каменни пирамиди, на върха на които са били храмовете за човешки жертвоприношения в чест на боговете. Изкуството на ацтеките е израз най-вече на религията и военното дело, с което Империята печели богатства и власт. За жертвоприношенията ацтеките използват най-често военнопленници.
Основната структурна единица на ацтекското общество е кланът, наречен още калпуи. Той включва група семейства, които имат общ предшественик (или предшественици). Всеки клан има автономно управление и има право да избира свой собствен съвет, както и служители, които да пазят обществения ред, да водят война, да раздават правосъдие, да водят регистрите и т.н. Във всеки клан има свои собствени училища, където момчетата се обучават на гражданско поведение, военно дело, история, занаяти и религия. Отделните кланове имат свой отделен храм, оръжеен склад, хазна и склад за стоки, разпределяни сред членовете. Земята в рамките на клана се разпределя между главите на семействата според техните нужди. Всяко семейство има право да обработва земята, но е собственик само на реколтата или продуктите, които произвежда.
В столицата Теночтитлан клановете първоначално изпълняват същите функции. По-късно с разрастването на града и усложняването на неговата инфраструктура клановете вече не се основават на семеен принцип и се превръщат в административни градски подразделения. Въпреки че управителните съвети, училища, храмове и земята запазват първоначалните си автономни функции, за членовете на клана вече не е задължително да имат роднинска връзка. При основаването на Теночтитлан през 1325 г. има 15 кланове, а до XVI век техният брой достига до 80.
В Теночтитлан и другите градове-държави най-опитните вождове от всеки клан сформират племенен съвет, който избира 4 висши чиновници. Един от тях е избиран за тлатоани (владетел). След като Теночтитлан става център на Ацтекската цивилизация, неговият владетел вече е император и всички останали вождове са задължени да му плащат данъци. Императорът на ацтеките е смятан за полубог, потомък на ацтекските богове и е както върховен военачалник, така и върховен жрец. Към него подчинените се обръщат с титлата уей-тлатоани, което буквално преведено означава велики господар или велик оратор.
Веднага след императора следващото стъпало в йерархията заема благородническата класа от жреци, воини и управници. След тях се нареждат обикновените хора – търговци занаятчии, войници, фермери и т.н., най-ниско в йерархията са работниците. Ацтекските търговци образуват наследствена класа, наречена почтека. Те живеят в отделни квартали, основават гилдии и имат редица привилегии.
Ацтекските благородници и управници имат право на частна собственост, в т. ч. и върху земята към нея. Земята на обикновените жители е собственост на водачите на клановете, които я разпределят между своите хора. Земевладелците плащат данък на империята във вид на селскостопански продукти, използвани за различни държавни цели. За всеки физически годен жител на империята има задължителна военна служба. Гражданите също са били свиквани да работят на държавни земи, строежи на храмове, диги, водопроводи и пътища.
Въпреки строго определеното структуриране на ацтекското общество, социалният статус на всеки жител може да се променя според неговия принос към империята. Обикновените жители също могат да променят своя ранг, особено ако са добри бойци и да станат проспериращи земевладелци. За младите хора от някои класи има възможности да учат за жреци или воини. Бойците, успели да хванат голям брой пленници, печелят голям престиж и са допускани до елитните военни съсловия. Всеки извършител на престъпление, например укриване на данъци, е превръщан в роб. Въпреки това робите могат отново да спечелят свободата си, а децата им се раждат като свободни граждани.
След усядането на ацтеките земеделието става техен основен поминък. Земите по крайбрежието на езерата са били плодородни, но недостатъчни за изхранването на постоянно нарастващото население. За усвояване на повече земя, ацтеките построяват напоителни системи, терасират склоновете на околните хълмове и започват да наторяват почвата. Най-голямото им постижение в земеделието обаче е рекултивирането на блатистите почви около езерата чрез строеж на изкуствени острови, наречени чинампасили „плаващи градини“. Ацтеките са ги строяли по следния начин: първо прокопават канали през блатата, след което натрупват калта на предварително изплетени от тръстика плоскости. Тези плоскости се застопоряват, като се връзват за колове, забити в дъното. Във всеки ъгъл на тръстиковата плоскост ацтеките са засаждали дървета, които се вкореняват в дъното, укрепвайки по този начин „плаващите градини“. В резултат се получават острови с плодородна почва, където ацтеките са отглеждали царевица, тикви, зеленчуци и цветя.
Ацтеките не са познавали ралото и не са използвали животни, за да орат земята си. За засаждане на земеделските култури са работели със заострени колове, които лесно се забиват в меката почва. Основен продукт е царевицата. Жените са я смилали на едро брашно с помощта на мелнични камъни, с които са разтривали зърното върху голям плосък камък, наречен метате. От царевичното брашно ацтеките правят плоски питки, подобни на палачинки, наречени тортила, които са основното меню. Сред останалите земеделски продукти са боб, тикви, малките лютиви чушлета (чили), авокадо и домати. За богатите ацтеки се отглеждат също пуйки и кучета, патици, гъски и пъдпъдъци.
Широко използвано растение при ацтеките е и столетникът, наречен още магуей или агаве, който в диворастящо състояние достига внушителни размери. От сока на растението ацтеките приготвят напитка, подобна на бира, наречена пулке, бодлите се използват като игли, листата – за строителни цели, а влакната – за изработка на въжета или тъкани.
В Империята на ацтеките някои стоки са били произвеждани специално за императора или за продажба по местните пазари, например грънци, инструменти, бижута, статуетки, кошници, шивашки изделия и др. Със скъпи продукти като сол, златни накити и облекла са се занимавали търговци, пътуващи до низините край Мексиканския залив или на юг до днешна Гуатемала. Разменяли са ги за други скъпи продукти като пера от екзотични птици, ягуарови кожи, памук, каучук и какаови зърна, от които ацтеките правят чоколатъл – напитка от какао, смятана за „прототип“ на шоколада. Ацтеките не са имали метални монети. За разменни средства са използвани зърна от какао, памучни платове и сол.
Ацтеките не са познавали колелото и не са използвали товарни животни. Търговските стоки се пренасят от дълги кервани от носачи, водени от търговците. За охрана при преминаване през опасни места такива кервани са се охранявали от воини. Често търговците са изпълнявали роля на шпиони, когато са отивали в градове извън пределите на империята.

### Град Теночтитлан
Теночтитлан е център на Ацтекската цивилизация. Чудесата на града, разположен на остров в езерото Текскоко, са описани най-подробно от испанските завоеватели (конкистадори), които го наричат „Венеция на Новия свят“, заради множеството водни канали. Според най-новите изследвания в зенита на своето могъщество населението на града е наброявало около 200 000 жители, поради което той е смятан за един от най-големите градове за времето си.
Теночтитлан е бил свързан с крайбрежието чрез три добре поддържани високи пътища. През дъждовния сезон, когато нивото на езерото се покачва, тези високи пътища служат като предпазни стени. Водопроводите са се строяли от камък, а за водоснабдяване са използвани източници от крайбрежието. Каналите в Теночтитлан са служели като пътни артерии и често е имало задръствания с лодки (канута), направени от издълбани дървени трупи. С лодки ацтеките са пренасяли стоки към пазара на главния градски площад.
В центъра на Теночтитлан е бил построен церемониален площад с каменна настилка. Там са се намирали дворецът на императора и няколко големи държавни учреждения. Дворецът на императора е бил на два етажа, като всеки от тях е имал над 100 стаи. Най-важната постройка на площада е била голямата стъпаловидна пирамида, на върха на която са били построени два каменни храма, посветени на най-почитаните богове на ацтеките – бога-слънце, който е бил също бог на войната и бога-дъжд. В оградените терени са живеели жреци и елитни воини, там са се строяли места за сакрални игри и по-малки пирамиди с храмове, където пред огромни идоли постоянно горят свещени или жертвени огньове. Освен в оградените терени, ацтеките са строяли пирамиди във всяка част на града.
Жителите на Теночтитлан са живели в къщи с отворени дворове. Къщите на богатите са били от измазани тухли или камък, боядисани в бяло или яркочервено. Тези на обикновените жители са били малки, направени от преплетени клони, кал и покрити със слама.

### Религия на ацтеките и главни божества
Тъй като земеделието е основен поминък за ацтеките, те са били изцяло зависими от природните сили и затова са ги почитали като богове. Най-главен сред боговете е бил Уицилопочтли (богът-слънце), почитан още и като бог на войната. Други важни богове са Тлалок (богът-дъжд) и Кетцалкоатъл („Пернатата змия“) – богът на вятъра и мъдростта, а също и свързван и с Възкресението.
В ацтекската религия има добри и зли богове. Ацтеките вярват, че добрите богове трябва винаги да се поддържат силни, за да не позволят на злите богове да завладеят света. За тази цел са изпълняване човешки жертвоприношения. За жертви най-често са били използвани военнопленници, а за най-важните ритуали понякога са се избирали за доброволци ацтеки-воини. Ацтеките са вярвали, че бог Тлалок предпочита деца, принесени му в жертва.
Жертвоприношенията при ацтеките са представлявали сложни ритуали, изпълнявани според движението на звездите за умилостивяване на боговете в даден момент. Най-общо ритуалът е протичал по следния ред: Жертвата се изкачва по стъпалата до върха на пирамидата, където е храмът. Там жрецът я поставя да легне на каменния олтар и изважда сърцето ѝ. След това го издига високо към почитания бог и го хвърля в свещения огън, докато то все още пулсира. Ацтеките често са провеждали масови жертвоприношения. Според една легенда, през 1487 г. в Теночтитлан жреците пожертвали над 80 000 военнопленници в чест на обновения храм на бога-слънце.
Ацтекските жреци се стремят да спечелят благоразположението на боговете с пости и доброволно кръвопускане. Някои жреци откриват училища, наречени калмекас, където децата изучават религиозните ритуали. Една от най-важните дейности на жреците е да предсказват кои дни са добри за започване на война или кръщаване. За тази цел е създаден календар от 260 дни, който предоставя необходима информация. Датите за церемониите се определят с помощта на слънчев календар от 365 дни. Подобни календари са били разработени от по-старите цивилизации в Мезоамерика, като олмеки, маи и сапотеки. От комбинирането на двата календара ацтеките определят цикъл от 52 години, в края на който домашните огнища изгасват. Началото на следващия 52-годишен цикъл се отбелязва с важната „церемония на новия огън“. Тогава жреците запалват свещен огън в гръдния кош на жертвата и жителите отново запалват домашните си огнища и започват да празнуват.
Уитсилопочтли е богът на слънцето и войната. Ацтеките вярват, че той ги е напътствал по време на тяхната миграция от Асатлан (митичната прародина на ацтеките) към Мексиканската низина. Името му идва от думата уитсилин, с която ацтеките наричат птицата колибри. Според религията, загиналите воини се прераждали в колибрита. Според легендите майката на Уитсилопочтли е богинята на земята Коатликуе, която го заченала, след като сложила в пазвата си снопче пера от колибри, т.е. душата на загинал воин, паднала от небето. Като бог на слънцето, Уитсилопочтли се прераждал всяка сутрин от утробата на Коатликуе. Ацтеките вярват, че той се храни с човешки сърца и кръв. Затова са му принасяли в жертва военнопленници и загинали воини. След принасянето им в жертва те ставали част от слънчевото сияние, а след като изминели 4 години, се прераждали като колибри. Уитсилопочтли е най-често изобразяван като колибри или като воин, носещ пера от колибри, които му служат като броня. Храмът, издигнат в негова чест, е бил голямо архитектурно постижение в Доколумбова Америка. Останките му се намират на територията на днешната столица Мексико сити.
Тлалок е богът на дъжда. Изобразяван е в цялото си великолепие с корона от пера от чапла, докато посява семена от боб и царевица, които ще поникнат, след като ги полее с дъжда.
Кетцалкоатъл е бог както на ацтеките, така и на толтеките и е легендарен владетел на Мексико. Името му на науатъл означава „Пернатата змия“. Първоначално е бил бог на плодородието, почитан в Теотиуакан преди IX век. По-късно през Х век толтеките го провъзгласяват за бог на утринната и вечерната звезда (Венера). Ацтеките на свой ред го обявяват за бог на смъртта и възкресението и покровител на жреците. Като опонент на Кетцалкоатъл е смятан Тескатлипока – богът на нощното небе. Ацтеките вярват, че той изгонил Кетцалкоатъл от град Тула и го изпратил в изгнание. Според едно пророчество Кетцалкоатъл щял да се завърне някога, приел образ на светлокож брадат мъж. Ето при пристигането на завоевателя Ернан Кортес през 1519 г., императорът Монтесума II го помислил за завърналия се бог.
Тескатлипока е богът на нощното небе, Луната, звездите и младите мъже. Ацтеките го наричат още Яотъл (воинът), тъй като го свързват с разрушението и злото. Ацтеките вярват, че той властва над училищата, където младежите получават своето образование и военна подготовка. Тескатлипока е също покровител на робите и наказва всеки, който се отнася с неуважение към тях. Смятан е също за магьосник и господар на черната магия. Изобразяван е с черна черта на лицето или с огледало на гърдите, в което вижда всички дела и мисли на хората. Веднъж годишно ацтеките му принасяли в жертва млад и красив затворник. Той бил специално избиран, като преди да бъде принесен в жертва, са му осигурявали пълен лукс. В края на годината по време на петия ритуален месец (тохкатъл), затворникът се изкачвал до храма, където сърцето му било принасяно в жертва.
Еекатъл е богът на вятъра, който помогнал за създаването на света през епохата на петото слънце. Той бил смятан за въплъщение на великия бог Кетцалкоатъл – легендарният владетел на Мексико сити след разрушаването на света по време на епохата на четвъртото слънце. Според мита за създаването на света след края на четвъртото слънце, боговете се събрали в Теотиуакан, разположен на североизток от Мексико сити. Тогава боговете Нанауатсин и Тексистекатъл скочили в свещения огън и се превърнали съответно в петото слънце и петата луна. Те останали неподвижни в огъня, докато Еекатъл не ги отнесъл. Оттогава Слънцето и Луната се сменят денонощно на небосвода.
Подобно на маите, ацтеките вярват в цикличното създаване и разрушаване на Вселената. Въпреки това религиозната им представа има своите специфични черти. На първо място ацтеките вярват, че живеят в петия и последен цикъл на създаването, т. нар. Пети слънчев цикъл или Петото слънце. В края на този цикъл всичко ще бъде погълнато от вечен мрак, т.е. няма да настъпи Шесто слънце. Според ацтеките краят на Вселената не може да бъде спрян, а само да се забави. Затова те почитат бога-слънце като велик боец, който води вечна битка със силите на мрака. Докато той е силен, ще удържа надмощието си и Вселената ще бъде в безопасност. Ацтеките вярват, че за да поддържат силата му, трябва да му принасят в жертва човешка кръв, най-вече от пленени воини. За тях войната и човешките жертвоприношения са свещени, тъй като от тях зависи опазването на Вселената.
Като основни съюзници на Слънцето, ацтеките вярват, че живеят в центъра на Вселената. Те разделят Земята на четири квадранта, всеки от които има цветни символи за ориентация, типични за цивилизациите в Централна Америка. Въпреки това съчетаването на цветовете и посоките са различни от тези при маите. Четирите квадранта се срещат при главния храм (Templo Mayor) на Теночтитлан. На същото място се събират и свръхестествените сили от небесното царство и подземния свят. Според ацтеките небесното царство има 13 нива, разположени възходящо. Слънцето, Луната, планетите и звездите заемат по-ниските нива, а в горните властват ветровете, бурите, цветовете и далечните богове. Подземният свят се състои от 9 нива, разположени низходящо, където живеят злите сили.
Петте слънца отбелязват отделните епохи от историята на света. В началото на Вселената се появяват четирите богове-създатели: Тескатлипока („Димящото огледало“), Уитсилопочтли (изобразяван като колибри), Кетцалкоатъл („Пернатата змия“) и Хипе Тотек. Всички те били обединени от Тлалок (бога на дъжда) и неговата съпруга Чалчиутликуе (богинята на водата). Боговете воювали непрекъснато със силите на мрака и оттам идва създаването и разрушаването на първите четири слънца. Бог Тескатлипока управлявал през първата епоха, дълга 676 години. Бог Кетцалкоатъл свалил от трона Тескатлипока и светът бил разрушен от ягуари. Настъпила втората епоха, в края на която Кетцалкоатъл на свой ред бил детрониран от Тескатлипока и отнесен от мощен ураган. През третата епоха управлявал бог Тлалок. Тя завършила, когато Кетцалкоатъл разрушил света с наводнения и пожари. През четвъртата епоха на власт била богинята Чалчиутликуе. В края на четвъртата епоха светът бил разрушен от голям потоп.
Според ацтекската митология, петата епоха (епохата на петото слънце) започнала, когато бог Нанауатсин скочил в огъня на свещения град Теночтитлан и се превърнал в Изгряващото слънце. Въпреки това, Слънцето започнало да се движи едва когато останалите божества му принесли в жертва своята кръв. Въз основа на тази легенда ацтеките вярват, че животът на Вселената се крепи върху човешките жертвоприношения. Те обаче могат само да забавят неизбежния край на петата епоха, когато се очаква светът да бъде разрушен от земетресения.

### Ацтекският календар
Ацтекският календар представлява сложна система, с която ацтеките измервали времето. Той включва комплекс от религиозни вярвания и церемонии, в т. ч. ритуални боеве и човешки жертвоприношения. Като земеделски народ, ацтеките вярвали, че такива събития определят последователността на природните цикли, от които зависи плодородието на земите. Най-важни са всекидневното изгряване на слънцето и летните дъждове.
Ацтеките използват две отделни календарни системи. Първата е с цикъл от 260 дни и се нарича тоналпоуали (броене на дните 50X5+10 средна продължителност на живота (най-малко общо кратно 3)). Този календар е свещен и се използва главно от жреците за предсказване на бъдещето. Той е разделен на 20 периода по 13 дни. Всеки от тези периоди има собствено име, изобразено с йероглифи, като вода, заек или кремъчен нож. По време на всеки период всеки изминал ден се отбелязва с точка до съответния йероглиф.
Втората календарна система включва 365 дни, което отговаря на времето, за което Земята прави една пълна обиколка около Слънцето. Нарича се хиупоуали (броене на дни и месеци) или хиуитъл (летоброене). Този календар съдържа датите на религиозните празници и земеделските задачи, като засяване и прибиране на реколтата. Всяка година е разделена на 18 периода по 20 дни и един финален период от 5 дни, които се смятат за опасни и носещи лош късмет. За всеки период се чества отделен празник, тясно свързан със съответния земеделски цикъл. Подобно на 260-дневния календар датите се отбелязват с комбинации от йероглифи и точки. Годините се записват, като към всеки от четирите йероглифа (заек, тръстика, къща и кремъчен нож) се добавя от 1 до 13 точки. За да не се бъркат датите с годините, символите, изобразяващи годините се заграждат с квадрати. С тази система ацтеките са дали имена на 52 отделни години.
На всеки 52 години края на 260-дневния календар съвпада с този на 365-дневния и това е края на един ацтекски „век“. Тогава се провеждат важни религиозни ритуали за посрещане на новото слънце. Ацтеките се подготвят за тези церемонии чрез пости, домашните огнища се изгасяват и всички домакински съдове и прибори се унищожават. След залеза на слънцето на определения ден ацтеките изчакват да видят дали то ще се покаже отново, с което ще започне новият век. Ацтекските жреци, преоблечени като богове, организират процесия, започваща от столицата Теночтитлан и завършваща на юг на свещен хълм в град Уихачтлан. Там жреците изпълняват „церемонията на новия огън“, принасяйки в жертва военнопленник. По време на тази церемония жрецът запалва огън върху трупа на жертвата с помощта на дървен свредел. С този огън се запалва огромен огън на открито, от който ацтеките взимат, за да запалят отново домашните си огнища.

### Култура и изкуства в Империята на ацтеките
Изкуствата на ацтеките са до голяма степен повлияни от религията. Много интересни са цветните рисунки върху стени или аматъл (хартия, направена от пресована дървена кора), изобразяващи религиозни церемонии и стилизирани фигури на богове. На стените на храмовете ацтеките са издълбавали отделни идоли, скулптури и барелефи. Каменните скулптури често изобразяват богове и техни жертви.
Една от най-известните и добре запазени ацтекски скулптури е т. нар. календарен камък с тегло 22 t и дължина 3.7 m в диаметър. Той изобразява вселената на ацтеките, а в центъра му е издълбан образът на бога-слънце. Около него с кръгли шарки са нарисувани дните и небесата. Освен религиозни стенописи, ацтеките са изработвали също малки реалистични фигурки на хора и животни, като за материал са използвали кварц, обсидиан (вид вулканично стъкло) и яспис.
Ацтеките са били отлични каменоделци, което личи от детайлите, издълбани върху твърди скали и камъни. В центъра на каменната колона Кетцалкоатъл е изобразен излизащ от устата на змия.
Ацтеките имат своя пиктографска писменост, съставено от малки картинки, символизиращи определени предмети или срички. Пиктографски знаци са използвани и в бройната система, базирана на 20. Например, числото 20 се отбелязва със знак за плочка, с елово дръвче – 20×20 или 400, а с кесийка – 400×20 или 8000. Пиктографските знаци не могат да символизират абстрактни идеи, но ацтеките успешно ги използват, за да записват историческите събития, за управлението на търговията, както и за воденето на генеалогията и земевладелските регистри.
През Доколумбовия период ацтеките често използват мозайка за украса, например при правенето на маски от дърво, покрито с шлифовани парчета тюркоаз. Те се залепват за дървената основа със смола. Такива маски вероятно са се използвали по време на специални танцови ритуали.
Въпреки че ацтеките не са работели със сложни ръчни инструменти, те са били отлични занаятчии. Жените са предели конци от памук и агаве (магуей), увивайки ги на вретено, направено от глина. След това те боядисвали конците в ярки цветове. Жените на ацтеките са добри тъкачки, което личи от сложните геометрични форми и шарки на облеклата. Мъжкото облекло се състои основно от препаска, която се увива около бедрата и късо наметало, а женското – от дълга пола и блуза без ръкави. Специално обучени занаятчии вплитали пера в тъканите, от които изработвали наметала, перуки и др.
От ивици глина, наслагвани последователно, ацтеките правят гърнета, сита, чаши и други съдове за битова употреба. Всички грънчарски изделия се изпичат в открити пещи, след което се боядисват в червено или бяло, като накрая се украсяват с чернобели геометрични шарки.
За разлика от ранните цивилизации в Средния Изток, ацтеките не са познавали желязото и бронзолеенето. Режещите инструменти са изработвали от вулканична скала (обсидиан) или кремък. Едва по-късно, малко преди испанското нашествие, ацтеките започват да използват медта за направата на инструменти. От друга страна, те са били много добри майстори на различни накити от злато, сребро, смарагд, тюркоаз и яспис, който са ценели повече от всички останали скъпоценни камъни. Отделните части на украшенията са съединявани с медни нишки.
Ацтеките са имали интересно приспособление за шлифоване на камъните, използвани в строителството. То се състои от дебела връв от необработена кожа, а като абразивен материал е приготвяна смес от пясък и вода. Остриетата на брадвите са правени от мед или камък, а дръжките са дървени. Пробивните инструменти са били приготвяни от кости или тръстикови стъбла.

### Завладяване от испанците
През 1519 г. испанският конкистадор Ернан Кортес, пристига с над 500 души в Източно Мексико, за да търси нови земи и богатства. По съвет на Малинче (неговата индианска метреса), той сключва съюз с племето тлакскала – съперници на ацтеките – и тръгва към Теночтитлан. Ацтекският владетел Монтесума II се колебае как да отвърне на испанската сила и решава да приеме Кортес в града, за да научи повече за испанците и техните намерения.
В Теночтитлан Кортес открива големи количества злато и други скъпоценности. Страхувайки се от нападение от страна на многобройните ацтекски воини, той взима Монтесума II за заложник. Испанците претопяват златните украшения и ги изпращат в Испания, а Кортес принуждава Монтесума II да се закълне във вярност към испанския крал.
В Теночтитлан испанците не срещат съпротива в продължение на 6 месеца, докато в отсъствието на Кортес офицерът Педро де Алварадо не избива 200 ацтекски благородници, събрали се на религиозна церемония. След завръщането на Кортес ацтеките нападат испанците, за да ги изгонят от Теночтитлан. За целта те събарят мостовете и преследват испанците в каналите. В резултат близо ¾ от испанците, натоварени с плячка, се удавят във водите на езерото. В битката загива и владетелят Монтесума II. Неговият наследник Куитлауак управлява само няколко месеца, тъй като умира вследствие на заболяване. Владетел на Теночтитлан става Куаутемок – племенникът на Монтесума II.
Междувременно Кортес се оттегля при тлакскалите и събира войска за обсада на Теночтитлан. Ацтеките се оказват твърде зле въоръжени в сравнение с железните доспехи, стоманените мечове и барута, донесен от испанците, както и многобройните им съюзници сред останалите индиански племена. След тримесечна кървава обсада на Теночтитлан, Куаутемок се предава през август 1521 г. След като бива измъчван от испанците, Кортес го обесва по време на една експедиция в днешен Хондурас през 1525 г. По-късно биват завладени и останалите ацтекски племена, като взетите в плен ацтеки са принудени да работят в златните мини или в новопостроените испански имения.
С падането на Теночтитлан настъпва краят на индианските цивилизации в Централна Америка. Върху развалините на Теночтитлан испанците построяват град Мексико – днешната столица на Мексико. Градската катедрала е издигната върху руините на главния ацтекски храм, а днешната резиденция на мексиканския президент е построена на мястото на двореца на Монтесума.